# Filla del dolor
Filla del dolor (en el suec original, Den som söker) és una pel·lícula de thriller sueca de 2013 dirigida per Johan Lundh. Josephine Bornebusch hi interpreta la protagonista, Tuva. La primera projecció de la pel·lícula va ser al Festival de Cinema de Göteborg el 2 de febrer de 2013. Es va estrenar a Suècia el 12 d'abril de 2013. La pel·lícula ha estat doblada al català.
El cost de la pel·lícula va ser de 6 milions de corones sueques. Es va gravar a Västmanland, un comtat situat al centre de Suècia.

## Argument
Després que Tuva (Josephine Bornebusch) perdi els seus pares en un accident de cotxe, s'assabenta que és adoptada. Mentre intenta esbrinar qui són els seus pares biològics, les pistes la condueixen a un petit poble dels boscos occidentals.

## Repartiment
- Josephine Bornebusch - Tuva
- Claes Ljungmark - Olof
- Björn Granath - Eskil
- Tyra Olin - Saga
- Erik Johansson - Marius
- Ingela Olsson - Maria i Sofia
- Mikaela Knapp - Ylva
- Chatarina Larsson - Maud
- Michael Petersson - Gerent